# Juncus tenuis
Espèce
Synonymes
- Juncus bicornis Michx.[1]
- Juncus chloroticus Schult. & Schult.f.[1]
- Juncus germanorum Steud.[1]
- Juncus involucratus Kirk[1]
- Juncus lucidus Hochst.[1]
- Juncus macer Gray[1] [2]
- Juncus smithii Kunth[1]
- Juncus tenuis var. bicornis (Michx.) E.Mey.[1]
- Juncus tenuis var. multicornis E. Mey.[2]
- Juncus tenuis var. williamsii Fern.[2]
- Juncus vacillans Steud.[1]

Juncus tenuis, le Jonc grêle, est une espèce végétale de la famille des Juncaceae.

## Liste des variétés et sous-espèces
Selon Tropicos (21 juillet 2020) (Attention liste brute contenant possiblement des synonymes) :
- Juncus tenuis subsp. bicornis (Michx.) P. Fourn.
- Juncus tenuis subsp. dudleyi (Wiegand) P. Fourn.
- Juncus tenuis var. anthelatus Wiegand
- Juncus tenuis var. bicornis (Michx.) E. Mey.
- Juncus tenuis var. congestus Engelm.
- Juncus tenuis var. dichotomus (Elliott) Alph. Wood
- Juncus tenuis var. dudleyi (Wiegand) F.J. Herm.
- Juncus tenuis var. germanorum (Steud.) Rouy
- Juncus tenuis var. laxiflorus Fiek
- Juncus tenuis var. multicornis E. Mey.
- Juncus tenuis var. nakaii Satake
- Juncus tenuis var. occidentalis Coville
- Juncus tenuis var. platycaulos (Kunth) Buchenau
- Juncus tenuis var. platyphyllus (Wiegand) Cory
- Juncus tenuis var. secundus (P. Beauv. ex Poir.) Engelm.
- Juncus tenuis var. tenuis
- Juncus tenuis var. unicornis E. Mey.
- Juncus tenuis var. uniflorus Farw.
- Juncus tenuis var. williamsii Fernald